# Honda Ballade
Honda Ballade – czterodrzwiowy kompaktowy samochód osobowy w wersji sedan, produkowany pod marką Honda w latach 1979-1983. Produkcję auta rozpoczęto wraz z Triumphem Acclaimem, z którym Ballade dzieliła budowę silnika. W 1984, kiedy do produkcji wprowadzono Hondę CRX I, wykorzystano wiele części z Hondy Ballade i Civic. W 1987 jako następcę wprowadzono Hondę Concerto. 

## II generacja
Druga generacja Hondy Ballade powstawała w latach 1983-1987. Pojazd wciąż dostępny był jako 4-drzwiowy sedan klasyfikowany w segmencie C. Do napędu służyły silniki R4 1.3 i 1.5 o mocy 80 i 100 KM.